# Święty Monitor
Święty Monitor, Święty Moniteur  (zm. ok. 490) – dwunasty biskup Orleanu we Francji, święty Kościoła katolickiego. 
Został biskupem Orleanu około roku 472. 
Jego wspomnienie liturgiczne obchodzone jest 10 listopada.